# Coppa della Regina 2018-2019 (pallavolo)
La Coppa della Regina 2018-2019 si è svolta dal 22 al 24 febbraio 2019: al torneo hanno partecipato sei squadre di club spagnole e la vittoria finale è andata per la quinta volta, la seconda consecutiva, al Logroño.

## Regolamento
Le squadre hanno disputato quarti di finale (non hanno partecipato la prima e la seconda classificata al termine del girone di andata della regular season di SFV 2018-19, già qualificate alle semifinali), semifinali e finale, tutti giocati in gara unica.

## Squadre partecipanti
| Squadra      | Qualificazione                                                | Ultima partecipazione      |
| ------------ | ------------------------------------------------------------- | -------------------------- |
| Alcobendas   | 4ª al girone di andata SFV 2018-2019                          | Coppa della Regina 2016-17 |
| Barcellona   | 2ª al girone di andata SFV 2018-2019                          | Coppa della Regina 2014-15 |
| Ciutadella   | 5ª al girone di andata SFV 2018-2019                          | Coppa della Regina 2017-18 |
| Haris        | 6ª al girone di andata SFV 2018-2019                          | Coppa della Regina 2017-18 |
| JAV Olímpico | 3ª al girone di andata SFV 2018-2019 / Squadra organizzatrice | Coppa della Regina 2017-18 |
| Logroño      | 1ª al girone di andata SFV 2018-2019                          | Coppa della Regina 2017-18 |

## Torneo

### Tabellone
|  | Quarti | Quarti       | Quarti |  |   | Semifinali | Semifinali | Semifinali |  |   | Finale  | Finale | Finale |
|  |        |              |        |  |   |            |            |            |  |   |         |        |        |
|  |        |              |        |  |   | 1          | Logroño    | 3          |  |   |         |        |        |
|  |        |              |        |  |   | 1          | Logroño    | 3          |  |   |         |        |        |
|  |        |              |        |  |   | 4          | Alcobendas | 0          |  |   |         |        |        |
|  | 4      | Alcobendas   | 3      |  |   | 4          | Alcobendas | 0          |  |   |         |        |        |
|  | 4      | Alcobendas   | 3      |  |   |            |            |            |  |   |         |        |        |
|  | 5      | Ciutadella   | 1      |  |   |            |            |            |  |   |         |        |        |
|  | 5      | Ciutadella   | 1      |  |   |            |            |            |  | 1 | Logroño | 3      |        |
|  |        |              |        |  |   |            |            |            |  | 1 | Logroño | 3      |        |
|  |        |              |        |  |   |            |            |            |  |   | 6       | Haris  | 0      |
|  | 3      | JAV Olímpico | 0      |  |   |            |            |            |  |   | 6       | Haris  | 0      |
|  | 3      | JAV Olímpico | 0      |  |   |            |            |            |  |   |         |        |        |
|  | 6      | Haris        | 3      |  |   |            |            |            |  |   |         |        |        |
|  | 6      | Haris        | 3      |  | 2 | Barcellona | 1          |            |  |   |         |        |        |
|  |        |              |        |  | 2 | Barcellona | 1          |            |  |   |         |        |        |
|  |        |              |        |  |   | 6          | Haris      | 3          |  |   |         |        |        |
|  |        |              |        |  |   | 6          | Haris      | 3          |  |   |         |        |        |

### Risultati

#### Quarti di finale
| 22 febbraio 2019 Centro Insular, Las Palmas Durata: 1h:44 - Spettatori: 870   | Alcobendas   | 3 - 1 | Ciutadella | 21-25, 25-18, 25-18, 25-16 |
| 22 febbraio 2019 Centro Insular, Las Palmas Durata: 1h:21 - Spettatori: 1 360 | JAV Olímpico | 0 - 3 | Haris      | 22-25, 19-25, 20-25        |

#### Semifinali
| 23 febbraio 2019 Centro Insular, Las Palmas Durata: 1h:10 - Spettatori: 405 | Logroño    | 3 - 0 | Alcobendas | 25-19, 25-12, 25-23        |
| 23 febbraio 2019 Centro Insular, Las Palmas Durata: 1h:53 - Spettatori: 320 | Barcellona | 1 - 3 | Haris      | 22-25, 25-23, 23-25, 15-25 |

#### Finale
| 24 febbraio 2019 Centro Insular, Las Palmas Durata: 1h:12 - Spettatori: 890 | Logroño | 3 - 0 | Haris | 25-18, 25-17, 25-18 |